# 旭警察署 (神奈川県)
旭警察署（あさひけいさつしょ）は、神奈川県横浜市旭区にある神奈川県警察が管轄する警察署の一つである。
横浜市警察部隷下、第二方面に属する中規模警察署であり、署長は警視。識別章所属表示はNE。
管轄区域は横浜市内有数のベッドタウンである。市内では比較的歴史の新しい警察署であり、居住人口およそ25万人の横浜市旭区全域の治安を担う。
管内には全国一の取扱い件数を誇る、神奈川県唯一の運転免許センター、通称「二俣（ふたまた）」があり、交通部各課出先機関が併設され業務を行っている。

## 所在地
- 横浜市旭区本村町33番地の5
  - 最寄駅：相鉄本線・相鉄いずみ野線 二俣川駅

## 管轄区域
- 横浜市旭区全域
  - 管轄面積：32.78km2

## 沿革
- 1972年（昭和47年）4月1日 - 保土ケ谷警察署の管轄区域を分割し、開設。
- 2021年（令和3年）4月1日 - 万騎が原交番を廃止。

## 組織
- 署長（警視）
- 副署長（警視）
- 地域担当次長（警視）
- 警務課 - 警務係、住民相談係
- 留置管理課（平成28年度新設） - 管理係
- 会計課 - 会計係
- 生活安全課 - 防犯少年係、経済保安係
- 地域第一課 - 地域企画係、地域係
- 地域第二課 - 地域係
- 地域第三課 - 地域係

（警ら用無線自動車3台、小型警ら車2台）
- 刑事課 - 刑事総務係、強行犯係、知能犯係、盗犯係、鑑識係、暴力国際犯係、薬物銃器対策係
- 交通課 - 交通総務係、交通捜査係、交通指導係
- 警備課 - 警備係

（10課体制）
※「神奈川県警察の組織に関する規則（昭和44年神奈川県公安委員会規則第2号）」を参考にした。

## 交番
- 鶴ヶ峰交番　旭区鶴ケ峰一丁目1番地5
- 希望が丘交番　旭区中希望が丘131番地2
- 南希望が丘交番　旭区南希望が丘79番地24
- 二俣川交番　旭区二俣川一丁目5番地
- 白根交番　旭区白根三丁目25番11号
- 上川井交番　旭区上川井町11番地7
- 左近山交番　旭区左近山16番地1
- ひかりが丘交番　旭区上白根町909番地6
- 今宿交番　旭区今宿東町1624番地
- 若葉台交番　旭区若葉台二丁目7番2号
- 笹野台交番　旭区笹野台四丁目65番1号

### 廃止された交番
- 市沢交番　旭区市沢町116番地45（2025年4月1日廃止）[1]

## 駐在所
- 都岡駐在所　旭区都岡町14番地11
- 二俣川ニュータウン駐在所　旭区今宿二丁目1番6号

## 自動車ナンバー自動読取装置（Nシステム）
- 旭区川島町（国道16号）
- 旭区川井本町（国道16号）
- 旭区下川井町（県道45号）

## 過去の重大事件・事故
- 小3女児失踪事件 - 1991年（平成3年）10月1日午後、旭区本宿町の女児（当時8歳、市立本宿小学校3年生）が下校後、書道塾に行くために外出してから帰宅せず、心配した母親が塾へ電話したところ塾にも来ていないことが判明したため、同日夜に旭署へ捜索願を出した[2]。旭署は県警捜査一課とともに約1週間にわたり、捜査員延べ1000人を投入して極秘捜査を行ったが手掛かりは得られず、同月8日には失踪事件としては異例の特別捜査本部を設置して公開捜査に踏み切った[2]。それ以来、県警は33年後の2024年（令和6年）9月までに延べ約98500人の捜査員を動員し、また女児の両親や進学予定だった市立本宿中学校の生徒らが二俣川駅で情報提供を呼び掛けるチラシを配布するなどの活動を行っているが、同月時点でも女児は行方不明のままであり、未解決となっている[3]。
- 神奈川県警女性隊員殺害事件